# Filosofiens trøst
Filosofiens trøst (latin: Consolatio philosophiae) er et filosofisk værk, som Boëthius skrev i 524 e.Kr. Det er kaldt det enkeltstående vigtigste og mest indflydelsesrige værk i Europa i løbet af middelalderen og den tidlige kristne renæssance. Det kan kaldes klassisk.

## Baggrund
Boëthius' litterære produktion omfatter
```
* oversættelser af vigtige værker i 
antikken
 inden for logik, aritmetik og teologi, gerne med kommentarer, 
* en bog om musikkens bestanddele og antikkens musikteorier
* det opbyggelige værk 
Consolatio Philosophiae
 (
CP
) fra 524.
```

CP er skrevet i en fængselscelle kort før forfatterens død og er stærkt nyplatonisk inspireret. Her er det især relevant at nævne hans vigtigste inspirator, nyplatonikeren Porfyrios, som var elev og videreformidler af den kendteste nyplatoniker Plotins (205-270) værker.
Det, der gør CP interessant i kirkehistorisk henseende, er den popularitet, den nød i et helt årtusinde. Hermed repræsenterer bogen til en vis grad en nøgle til forståelse af de problemstillinger, der var aktuelle i middelalderen.

## Referat afFilosofiens trøst

### CP's struktur
Værket er i fem bøger, der hver har mellem seks og tolv nummererede kapitler.
CP skifter løbende imellem en lyrisk og en prosaisk fremstilling, så det nogenlunde svarer til et prosastykke og et lyrisk stykke inden for hvert kapitel.
CP er skrevet i dialogform med fortælleren (Boëthius selv) og filosofiens moder.

### Første bog
CP begynder med et klagedigt. Det er fortælleren, der beklager sig, dels over sin alderdom, dels over lykkens lunefuldhed (formentlig pga. fængselsopholdet). Digtet afsluttes med et fortvivlet spørgsmål til læseren:
QUID ME FELICEM TOTIENS IACTASTIS AMICI? QUI CECIDIT, STABILI NON ERAT ILLE GRADU. (1,1).
Nu introduceres filosofiens moder ganske poetisk. Hun bortjager de muser, der har hjulpet fortælleren med det første digt (1,1), og meddeler, at han bør helbredes ved at blive ført tilbage til filosofiens visdom, der omhandler det evige kredsløb, en visdom, som fortælleren har glemt. (1,2)
Fra fjerde kapitel beklager fortælleren sig over, at de gode herunder han selv sjældent får deres retmæssige belønning, og at de onde ofte slipper alt for let af sted med at være onde.
For at helbrede fortælleren stiller filosofiens moder ham i sjette kapitel følgende fire spørgsmål:
  1) (..) MUNDUM TEMERARIIS AGI FORTUITISQUE CASIBUS PUTAS, AN ULLUM CREDIS EI REGIMEN INESSE RATIONIS? 
Fortælleren svarer, at han ikke betvivler, at verden styres af en skabende gud. Dette leder nu til de næste spørgsmål:
  2) (..) QUIBUS ETIAM GUBERNACULIS REGATUR ADVERTIS? 

  3) (..) QUIS SIT RERUM FINIS (..)? 

  4) (..) QUID (..) HOMO SIT? 

Spørgsmål to og tre bliver besvaret i slutningen af tredje bog, mens det fjerde spørgsmål aldrig bliver besvaret direkte. (Det har fået nogle til at hævde, at CP aldrig blev skrevet færdig.)

### Anden bog
I anden bog sættes der fokus på lykkens omskiftelighed. Lykkens moder, Fortuna, får taletid gennem filosofiens moder, og de to modstilles hinanden, som det forgængelige overfor det uforgængelige, eller med andre ord, det evige overfor det tidslige. (2,1-2)
I forlængelse heraf viser filosofiens moder nu den jordiske rigdoms værdiløshed og forgængelighed. Således kan magt og værdighed ikke være noget godt og efterstræbelsesværdigt i sig selv, da onde mennesker ofte stræber efter disse ting. Det samme gælder for stræben efter berømmelse, da berømmelse også er tæt forbundet med tidens forgængelighed. (2,5-7) Løsningen er, at den vise må løsgøre sig fra det jordiske fængsel, så han kan blive fri til at søge det himmelske hjem.
Anden bog afsluttes med, at filosofiens moder gør opmærksom på, at ulykke er bedre end lykke. Lykken slører nemlig evnen til at skelne mellem, hvad der sandhed, og hvad der er falskhed. Konklusion: Den der er i ulykke og har mistet sin rigdom, har dog fundet det vigtigste – sande venner. (2,8)

### Tredje bog
Den tager spørgsmålet - om det som mennesker efterstræber, nemlig lyksalighed - op til overvejelse.
Filosofiens moder lægger ud med at beskrive, hvad lyksalighed ikke er. De eksempler der nævnes ligger i forlængelse af emneområderne for anden bog. De omhandler således den ære og respekt som man får fra rigdom (3,3), høje stillinger i samfundet (3,4), kongemagt (3,5), og berømmelse (3,6). I (3,7) kritiseres legemets begær.
Digtene efter hvert kapitel sætter problemerne fra prosadelen i relief, dels ved i højere grad at sætte spørgsmålene i forhold til menneskets afmægtighed i forbindelse med konflikter ved den i prosatekstdelen gennemgåede form for usand lyksalighed, dels som overbinding til det næste kapitel.
Således (3,3) der angår rigdoms manglende værd efter døden, (3,4) der sætter spørgsmålstegn ved lyksaligheden, hvis den høje stilling man beklæder i samfundet er tildelt af en Nero , (3,5) der gør opmærksom på, at selv en konge har bekymringer, og (3,6) der proklamerer, at Gud, altings skaber, har givet mennesket sin særegenhed, nemlig sjælen.
De, der søger lyksalighed, bør i stedet for at søge de før omtalte skinbilleder, søge lyksalighed ved Guds hjælp.
Erkendelsen af en ufuldkommen lyksalighed forudsætter en fuldkommen lyksalighed. Altså en slags lyksalighedens idé. Denne fuldkomne lyksalighed må findes hos den fuldkomne, som er Gud. Hvis mennesket ønsker sand lyksalighed, må det altså stræbe efter Gud, eller med andre ord:
>>OMNIS IGITUR BEATUS DEUS, SED NATURA QUIDEM UNUS; PARTICIPATIONE VERO NIHIL PROHIBIT ESSE QUAM PLURIMOS<< (3,10)
Den omtalte ene, altså Gud, sættes i (3,11) lig med det gode, og det kundgøres, at det gode er alle tings mål. Platons anamnesislære beskrives i digtet (3,11).
I sidste kapitel fastlås, at Gud - som er lig det gode og lig den skabende kraft - styrer verden ud fra sin almægtighed. Som optakt til fjerde bog argumenteres der for, at det onde ikke eksisterer. Argumentet er:
>>MALUM IGITUR NIHIL EST, CUM ID FACERE ILLE NON POSSIT, QUI NIHIL NON POTEST<< (3,12)

### Fjerde bog
Det, der behandles i fjerde bog, tager udgangspunkt i spørgsmålet om, hvordan det kan være, at det ofte går de onde bedre end det går de gode, og resten af fjerde bog centreres om filosofiens moders forsøg på at bevise, at det modsatte er tilfældet. (4,1)
Med en henvisning til Platons dialog Gorgias og på baggrund af, at hele målsætningen for et menneskes vilje er lyksalighed , viser filosofiens moder, at det ikke er de onde men de gode, der har magten til at nå dette mål, pga. deres naturlige middel, nemlig dydighed. (4,2)
Lønnen findes i handlingens mål. Den gode bliver god, også kaldet guddommeliggjort, via sine gode gerninger, mens den onde træder skridt nedad på stigen ved at miste deres menneskelige natur. (4,3) De onde bør derfor straffes for deres egen skyld, fordi man derved fjerner deres mulighed for fortsat at udøve ondskab. Derved bliver de mindre ulykkelige. (4,4)
Da fortælleren stadig ikke er tilfreds med forholdet imellem de gode og de onde mennesker (4,5), inddrager filosofiens moder nu forholdet imellem PROVIDENTIA, som kan oversættes med: "forsyn" og FATUM, som kan oversættes med "skæbne". (4,6)
PROVIDENTIA er den simple måde, hvorpå alting opfører sig på, som det er påtænkt af den ubetinget rene guddommelige fornuft.
FATUM er den komplicerede måde, hvorpå fornuften kommer til udtryk, når PROVIDENTIA kommer i kontakt med de omskiftelige ting. (4,6)
Man kan med andre ord betegne PROVIDENTIA som den fornuft, der gælder for den evige styring, mens FATUM repræsenterer denne styring i tidsligheden. (4,6)
Den meget forskellige skæbne, der i tidsligheden bliver os mennesker til del, skyldes, at gud "ser ud fra sit høje udkigstårn af hans forsyn, og ser hvad der er godt for hvert enkelt menneske, og arrangerer, hvad han ved, er passende". (4,6)
Denne skæbne, hvor vi mennesker får tildelt mere eller mindre behagelig vilkår, skyldes altså, at vi er sat under en eller anden form for guddommelig træning. En træning, der også kan give vanskeligheder for dem, der er tildelt et liv i luksus. (4,6)

### Femte bog
Hvis der ikke findes nogen tilfældighed, fordi alt er styret af Guds forsyn, kan man da tale om, at mennesket har en fri vilje? Det er det spørgsmål, som behandles i den sidste bog.
Det slås fast, at ethvert fornuftsvæsen har en fri vilje. Jo mere guddommelig man er, desto større frihed. (5,2)
Alligevel kan fortælleren ikke forlige sig med denne forklaring. Hvis Gud ved forsynet er alvidende, må det vel betyde, at der ikke findes frihed for viljen. Således må både straf, belønning og bøn være meningsløse, hvis mennesket egentligt ikke har indflydelse på sin egen situation. (5,3)
For at forklare dette problem, begiver filosofiens moder sig nu ud i en længere og ret vanskeligt forståelig forklaring. Hun tager udgangspunkt i en forklaring af den menneskelige erkendelsesproces, som opdeles på følgende måde: sansning, forestilling, rationalitet, intelligens. (5,4)
Sansning kan være ren berøring; forestilling er, når man indser det partikulære ved det foreliggende; rationalitet er, når man indser det universelle ved det pågældende partikulære, og intelligens er, når man indser den simple sammenhæng imellem ideerne. Læg mærke til, at hver slags højere erkendelse er i stand til at forstå de typer af erkendelse, der ligger lavere, mens det omvendte er ikke tilfældet. (5,4)
Pointen er, at der ud fra dette erkendelseshieraki, kan opbygges et værenshieraki.
Sansning alene er lig de værensformer, der ikke kan bevæge sig. Forestillingsniveauet er dyrenes stade, rationaliteten er det menneskelige stadie, mens det kun er det guddommelige der har intelligens. (5,5)
Pointen er, at mennesket erkender som subjekt, der lever på et helt bestemt tidspunkt, og altså er tidslig.
På denne baggrund kan det hævdes, at vi ikke kan forvente, at vore forudsigelser indebærer nødvendighed, fordi vores erkendelse er subjektiv.
Anderledes med Gud. Af sit væsen er Gud evig, og derfor er tiden for ham altid nutid. Således også med hans intelligens. Gud erkender ideerne objektivt og ikke ud fra en bestemt subjektsposition. Derved ligger fokus på enkeltheden i sammenhængen imellem ideerne, og ikke på enkelte udvalgte ideer, som man kan betragte fra en bestemt subjektsposition.
Ideerne er uforanderlige, hvorfor Gud i virkeligheden erkender både fortid og fremtid i nutid. Herved kan Gud i sit forsyn erkende fremtidige begivenheder uden at de dermed behøver at være nødvendige. Han erkender så at sige alle muligheder på en gang.
Menneskets handling er således alene betinget af Guds forsyn, men er derudover fuldstændigt frit.

## Argumentationsform iCP
Som det fremgår af referatet, er CP en samtale imellem fortælleren og filosofiens moder, mao. ord er CP en dialog. En dialog adskiller sig på afgørende områder fra en moderne opbygget videnskabelig tekst. Argumentationsformen i en dialog, som den beskrives i nedenstående citat, ligger således nærmere en skønlitterær tekst end en moderne fagvidenskabelig gennemgang.
"Dialogen muliggør (..) (a) at se bort fra systematiske spørgsmål, hvis der (endnu) ikke kan gives en tilfredsstillende forklaring, (b) at fremsætte meninger uden eksplicit stillingtagen og (C) at tilbageholde sin egen position (..). I alle de nævnte tilfælde, bliver det der skal meddeles, ganske enkelt ikke omtalt af dialogpersonen; der hersker ingen tvang med hensyn til systematisk fuldstændighed. Dialogen muliggør imidlertid også (d) at revidere positionerne "i løbet af diskussionen", uden at de foregående dele må skrives om (..), samt (e) en argumentatorisk brug af ironi og et omslag i mytiske fortællinger, der kan virke som en undvigelse. (..)"

## Litterær-analytiske kommentarer

### Udsigelse som model
I det følgende er der brugt en model, der kaldes "udsigelse" til at tolke teksten.  Udsigelsens tre niveauer i CP svarer til tre niveauer i den tekst, vi som læsere, konfronteres med.
Temporalitet
Det første niveau omhandler de umiddelbart deltagende personer i det beskrevne handlingsforløb, repræsenteret ved samtalen imellem fortælleren og filosofiens moder. Dette handlingsforløb giver teksten temporalitet.
Handlingsforløb
Det andet niveau omhandler fortællerens styring af argumentationen. En styring, som vi umiddelbart må acceptere, hvis vi vil tage teksten alvorligt, men som samtidigt betyder, at teksten, direkte eller indirekte, angiver et bestemt synspunkt, igennem hvilket, vi som læsere er ledt til at anskue tekstens handlingsforløb.
Psykologiske virkemidler
Det tredje niveau omhandler de mere psykologiske virkemidler, som Boëthius benytter for at overbevise os læsere. Dette niveau, som kaldes teskstens stil, viser sig, når man undersøger fortællerens væremåde og fornuft.
Udsigelsens første niveau
Forholdet imellem personerne fremgår umiddelbart af referatet, og jeg  vil derfor alene knytte følgende kommentar.
Det virker ikke, som om handlingen forløber over et længere tidsrum. Fortælleren benytter næsten ikke pauser, der ikke vedrører emnet, men lader samtalen forløbe som en lang og sammenhængende dialog.
Med pauser menes, at fortælleren enten har mulighed trække handlingsforløbet ud, f.eks. ved at beskrive landskabet, mens hovedpersonen bedækker sine fødder, eller at fortælleren kan uddybe et problem nærmere, f.eks. ved at fortælle en anekdote, der kan eksemplificere problemet.
I denne forbindelse er mit indtryk, at den tilbagevendende brug af lyrik, afløser betydningen af sådanne pauser. Som eksempel kunne f.eks. nævnes det under tredje bog nævnte digt om Nero (3,4). En anekdote, der eksemplificerer det i prosadelen gennemgåede problem nærmere.
Til spørgsmålet, om CP er litterær eller videnskabelig, kan det her indskydes, at de få pauser, får teksten til at fremstå mere videnskabelig.
Udsigelsens andet niveau
Det er fortælleren der fører os igennem diskussionen. Det er ham alene, der bestemmer hvad, på hvilken måde og hvornår noget skal nævnes.
I stedet for at begynde CP med at fortælle, at der nu vil blive doceret om Gud og værens beskaffenhed, begynder han i stedet med at beskrive et menneske i dyb krise og alle de uoverskuelige problemer, denne krise har klargjort. På denne baggrund kan han i første bogs slutning rejse de overordnede spørgsmål, som han vil søge at besvare, ikke kun videnskabeligt, men også følelsesmæssigt, før han angiver en løsningsmulighed. Det er et mønster, der gentager sig værket igennem. Man kan således også anskue hele det overordnede handlingsforløb i CP på denne måde.
Valget af dette handlingsforløb tillader, at fortælleren kan bevidstgøre læseren om, at det er nødvendigt at finde en løsningsmodel på et problem. Og før læseren ser sig om, er problemet løst med et færdigpakket løsningsforslag. Mao. bliver fokus lagt på bevidstgørelsen om problemet, således at fortælleren kan undlade at komme ind på længere diskussioner af forskellige løsningsforslag, men nøjes med at fremføre sit eget, fremstillet som løsningen.
Også på dette niveau spiller den lyriske del en væsentlig rolle. Digtene giver således mulighed for at uddybe og eksemplificere problemerne på en bestemt måde, og derved henlede læserens opmærksomhed på noget, i stedet for på noget andet. Mao. er digtene et glimrende redskab for fortælleren, når han skal styre læseren sikkert igennem sin fortælling.
Udsigelsens tredje niveau
Man kan næsten ikke undlade at få sympati for fortælleren, der beskrives i stærke følelsesladede vendinger. Versene, som jeg citerede fra digtet (1,1), er et godt eksempel. Og hør så videre, hvordan prosadelen begynder:
HAEC DUM MECUM TACITUS IPSE REPUTAREM QUERIMONIAMQUE LACRIMABILEM STILI OFFICIO SIGNAREM, (..) (1,1) .
Manden er tårevædet og uden håb. Han indbyder til medlidenhed.
Han er ramt af skæbnes ulykke, men han er dog stadig en af de udvalgte. Således taler filosofiens moder i (1,2)
(..) RECORDABITUR FACILE, SI QUIDEM NOS ANTE COGNOVERIT.
Der udskilles altså en gruppe, defineret ved dem der har erkendt sandheden, til forskel fra dem der er udenfor. Samtidigt udpeges fortælleren af selve filosofien som værende fornuftig. Dette kan opfattes som en slags indirekte legitimation for CP's krav på sandheden, som den er fremstillet af fortælleren.
Denne fremstilling af fortælleren vanskeliggør rent psykologisk læserens muligheder for umiddelbart at forholde sig kritisk. Hvem vil således modsige denne stakkels mand i stedet for at indrømme ham medlidenhed, og hvem vil sætte spørgsmålstegn ved mandens synspunkter, når selveste filosofien har udpeget ham som fornuftig?
Også på dette niveau er den lyriske tekst med til at skabe følelsesmæssige relationer imellem læser og fortæller, som i (1,1).
Endvidere åbner brugen af versefødder op for et særligt musisk aspekt, som er med til at lulle læseren ind i en slags trance. Man må jo ikke glemme, at Boëthius er berømt for sine afhandlinger om musik.
Dette aspekt opdager man sjældent, når man er nødsaget til læse oversættelserne. Til eksempel har jeg derfor valgt et enkelt uddrag af digtet (1,7) sammen med den engelske oversættelse.
De latinske versefødder er:
```
 – * * – */-
```

| NUBIDUS ATRIS CONDITA NULLUM FUNDERE POSSUNT SIDERA LUMEN. SI MARE VOLVENS TURBIDUS AUSTER MISCEAT AESTUM, VITREA DUDUM PARQUE SERENIS UNDA DIEBUS MOX RESOLUTO SORDIDA CAENO VISIBUS OBSTAT |  | Stars in the dark clouds hid Can give no light. When the south wind's storm stirs up the rolling breakers of the see, The wave once glass-clear, calm As settled days, Now muddied with the stirred-up bottom sand Obscures our sight. |